# 庵治の船祭り
庵治の船祭り（あじのふなまつり）は、香川県高松市庵治町にある皇子神社で行われる夏祭りである。2009年6月26日に香川県の無形民俗文化財に指定されている。

## 概要
皇子神社下の江の浦でダンジリを練った後、船上の屋台で獅子を遣い、御旅所まで海上を渡り再度ダンジリと獅子舞を行い神社に還る。
神輿・ダンジリ・獅子舞を乗せた船が船団を連ねる船渡は、香川県内でも特徴的であり、1681年（天和元年）頃より始まったとも伝えられて、江戸時代頃の『讃岐国名勝図会」にはその様子が描かれている。
なお、祭りで演じられる「才田岩陰獅子舞」は高松市指定無形民俗文化財、獅子舞で現在も使われる「才田獅子頭」は讃岐の毛獅子頭では最古のものとされ、高松市指定有形民俗文化財に指定されている。